# Generació del 36
|  | Aquest article tracta sobre la generació de poetes en llengua catalana. Si cerqueu la generació d'escriptors en llengua castellana, vegeu «Generació del 36 espanyola». |

Generació del 36 o generació de la República és el nom amb què es coneix un grup de poetes en llengua catalana que es trobaven a l'inici de la seva producció literària durant la República i que la Guerra Civil va estroncar.
Joan Fuster va definir la Generació del 36 en l'àmbit català com aquella que formaven els autors que en esclatar la Guerra Civil Espanyola, el 1936, havien assolit feia poc la majora d'edat, i es trobaven, entre els 20 i els 26 anys, en plena iniciació literària.
Els escriptors que s'inclouen en la generació del 36 són Salvador Espriu, Joan Vinyoli, Josep Maria Boix i Selva, Joan Teixidor, Rosa Leveroni, Màrius Torres i Bartomeu Rosselló-Pòrcel.
Es tracta d'un grup d'escriptors molt diversos i d'estètiques diferents. El que els uneix, i per tant, el que permet considerar-los com a grup, és, d'una banda, l'edat o etapa vital, i de l'altra l'experiència de la guerra, que va suposar una ruptura dels projectes personals tot just esbossats. I sobretot, comparteixen la resistència cultural en l'àmbit de la llengua catalana. L'estroncament de la seva producció poètica, en algun cas, és paral·lel a l'exili que van patir, com la majoria d'intel·lectuals, activistes compromesos i els combatents de l'exèrcit de la República. En altres casos, com Salvador Espriu, es veuen sotmesos al que es coneix com a Exili interior. I finalment, en el cas de Bartomeu Rosselló-Pòrcel i Màrius Torres, la mort és el que acaba definitivament amb la producció literària, ambdós a causa d'una malaltia que en aquell temps era incurable, la tuberculosi.